# Resolutie 678 Veiligheidsraad Verenigde Naties
Resolutie 678 van de Veiligheidsraad van de Verenigde Naties werd op 29 november 1990 aangenomen. Dat gebeurde met twaalf stemmen voor, twee stemmen tegen (van Cuba en Jemen) en één onthouding (van China).

## Achtergrond
Op 2 augustus 1990 viel Irak zijn zuiderbuur Koeweit binnen en bezette dat land. Nog diezelfde dag werd de inval door de VN-Veiligheidsraad veroordeeld in resolutie 660. Deze resolutie eiste ook een onmiddellijke terugtrekking van Irak, maar daar kwam niets van terecht. Met resolutie 678 stelde de Veiligheidsraad Irak een ultimatum om voor 15 januari 1991 aan de voorgaande resoluties te voldoen. Irak gaf hier geen gehoor aan, en de dag na het verstrijken van het ultimatum begon een coalitie van 34 landen onder leiding van de Verenigde Staten operatie Desert Storm met grootschalige luchtbombardementen gevolgd door een grondoffensief.

## Inhoud
De Veiligheidsraad:
- herinnert aan de resoluties 660, 661, 662, 664, 665, 666, 667, 669, 670, 674 en 677;
- merkt op dat Irak ondanks de inspanningen van de Verenigde Naties weigert aan die resoluties te voldoen;
- denkt aan zijn verantwoordelijkheid voor de wereldvrede;
- is vastberaden om de naleving van zijn beslissingen te verzekeren;
- handelt onder Hoofdstuk VII van het Handvest;

1. eist dat Irak aan resolutie 660 en volgende voldoet en besluit om Irak daartoe nog één laatste kans te geven, als teken van goede wil;
2. laat de lidstaten toe om in samenwerking met Koeweit alle mogelijke middelen in te zetten om resolutie 660 en volgende uit te voeren en de vrede in de regio te herstellen, tenzij Irak vóór 15 januari 1991 voldoet aan de voorgenoemde resoluties;
3. vraagt alle landen om de acties ondernomen voor paragraaf °2 te steunen;
4. vraagt landen om de Veiligheidsraad op de hoogte te houden over de vooruitgang van deze acties;
5. besluit om op de hoogte te blijven.

## Verwante resoluties
- Resolutie 671 Veiligheidsraad Verenigde Naties
- Resolutie 677 Veiligheidsraad Verenigde Naties
- Resolutie 686 Veiligheidsraad Verenigde Naties (1991)
- Resolutie 687 Veiligheidsraad Verenigde Naties (1991)

Lijst ·  647 ·  648 ·  649 ·  650 ·  651 ·  652 ·  653 ·  654 ·  655 ·  656 ·  657 ·  658 ·  659 ·  660 ·  661 ·  662 ·  663 ·  664 ·  665 ·  666 ·  667 ·  668 ·  669 ·  670 ·  671 ·  672 ·  673 ·  674 ·  675 ·  676 ·  677 ·  678 ·  679 ·  680 ·  681 ·  682 ·  683